# 18 يونيو
- السبت
- الأحد
- الاثنين
- الثلاثاء
- الأربعاء
- الخميس
- الجمعة

- 314 ذو الحجة 1446  هـ
- 15 ذو الحجة 1446  هـ
- 26 ذو الحجة 1446  هـ
- 37 ذو الحجة 1446  هـ
- 48 ذو الحجة 1446  هـ
- 59 ذو الحجة 1446  هـ
- 610 ذو الحجة 1446  هـ
- 711 ذو الحجة 1446  هـ
- 812 ذو الحجة 1446  هـ
- 913 ذو الحجة 1446  هـ
- 1014 ذو الحجة 1446  هـ
- 1115 ذو الحجة 1446  هـ
- 1216 ذو الحجة 1446  هـ
- 1317 ذو الحجة 1446  هـ
- 1418 ذو الحجة 1446  هـ
- 1519 ذو الحجة 1446  هـ
- 1620 ذو الحجة 1446  هـ
- 1721 ذو الحجة 1446  هـ
- 1822 ذو الحجة 1446  هـ
- 1923 ذو الحجة 1446  هـ
- 2024 ذو الحجة 1446  هـ
- 2125 ذو الحجة 1446  هـ
- 2226 ذو الحجة 1446  هـ
- 2327 ذو الحجة 1446  هـ
- 2428 ذو الحجة 1446  هـ
- 2529 ذو الحجة 1446  هـ
- 261 محرم 1447  هـ
- 272 محرم 1447  هـ
- 283 محرم 1447  هـ
- 294 محرم 1447  هـ
- 305 محرم 1447  هـ
- 16 محرم 1447  هـ
- 27 محرم 1447  هـ
- 38 محرم 1447  هـ
- 49 محرم 1447  هـ

18 يونيو أو 18 حُزيران أو 18 يونيه أو يوم 18 \ 6 (اليوم الثامن عشر من الشهر السادس) هو اليوم التاسع والستون بعد المئة (169) من السنوات البسيطة، أو اليوم السبعون بعد المئة (170) من السنوات الكبيسة وفقًا للتقويم الميلادي الغربي (الغريغوري). يبقى بعده 196 يوما لانتهاء السنة.

## أحداث
- 1264 - البرلمان الأيرلندي يجتمع لأول مرة في تاريخه في «كاسلدرموت» بمقاطعة كيلدير، فيما عرف بأنه أول اجتماع عقدته السلطة التشريعية الأيرلندية في تاريخها.
- 1429 - القوات الفرنسية بقيادة جان دارك تهزم الجيش الإنجليزي بقيادة السير جون فاستولف وذلك في «معركة باتاي» والتي شكلت نقطة فاصلة في مسار حرب المئة عام.
- 1757 - وقوع معركة كولين بين القوات البروسية بقيادة فريدرخ الثاني والجيش النمساوي يقوده الكونت ليوبولد جوزيف فون داون، وذلك إبان حرب السنوات السبع.
- 1767 - المستكشف الإنجليزي صامويل واليس يصل إلى تاهيتي ليكون أول أوروبي يصل إلى هذه الجزيرة.
- 1778 - القوات البريطانية بقيادة السير هنري كلينتون تغادر فيلادلفيا بعد 9 شهور من احتلالها وذلك أثناء حرب الاستقلال الأمريكية.
- 1805 - تنصيب محمد علي باشا واليًا على مصر رسميًا وذلك بعد ثورة الشعب والعلماء على الوالي العثماني خورشيد باشا.
- 1812 - الكونغرس الأمريكي يعلن الحرب على المملكة المتحدة وذلك في الحرب التي عرفت باسم حرب 1812.
- 1815 - اندلاع معركة واترلو والتي خسر فيها نابليون بونابرت أمام الإنجليز.
- 1858 - تشارلز داروين يتلقى ورقة بحثية من ألفرد راسل والاس تتضمن نتائج تكاد تكون متطابقة مع ما توصل إليه داروين عن نظرية التطور، مما دفع داروين إلى نشر نظريته.
- 1873 - تغريم سوزان أنتوني مبلغ 100 دولار لمحاولتها الإدلاء بصوتها في الانتخابات الرئاسية الأمريكية لسنة 1872.
- 1913 - افتتاح «المؤتمر العربي الأول» في باريس الذي طالب بإقامة إدارة لا مركزية في كل الولايات العربية في الدولة العثمانية. وقد ترأس المؤتمر عبد الحميد الزهراوي الذي أعدم في 6 أيار 1916 مع عدد آخر من القوميين العرب.
- 1928 - الطيارة الأمريكية أميليا إيرهارت تصبح أول امرأة تعبر المحيط الأطلسي في طائرة.
- 1940 - الجنرال شارل ديغول يخاطب الشعب الفرنسي من راديو لندن وذلك بعد الاحتلال الألماني لفرنسا.
- 1945 - توجيه الاتهام بالخيانة العظمى للمذيع ويليام جويسي وذلك لدوره أثناء الحرب العالمية الثانية في الإذاعة الألمانية الموجهة لإنجلترا.
- 1953 - إعلان قيام الجمهورية في مصر، وتنصيب محمد نجيب رئيسًا لها.
- 1954 - بيير منديس فرانس يتولى رئاسة وزراء فرنسا.
- 1956 - جلاء آخر جندي بريطاني عن قناة السويس بمصر تنفيذًا لاتفاقية الجلاء.
- 1965 - الجيش الأمريكي يستخدم قاذفات بي-52 ستراتوفورتريس ضد مقاتلي جبهة التحرير الوطنية في فيتنام الجنوبية وذلك أثناء حرب فيتنام.
- 1977 - اغتيال اللواء عبد الكريم الرزوق قائد سلاح الصواريخ في الجيش السوري على أيدي تنظيم الطليعة المقاتلة للإخوان المسلمين.
- 1979 - التوقيع على «اتفاقية سالت-2» بين الولايات المتحدة والاتحاد السوفيتي وذلك للحد من انتشار الأسلحة النووية والصواريخ البالستية.
- 1983 - سالي رايد تصبح أول امرأة تذهب إلى الفضاء.
- 1984 - اندلع إضراب عمال المناجم في بريطانيا الذي استمر حتى سنة 1985.
- 2009 - ناسا تطلق مستكشف القمر المداري.
- 2012 - ملك السعودية عبد الله بن عبد العزيز آل سعود يعين الأمير سلمان بن عبد العزيز آل سعود وليًا للعهد ونائبًا أول لرئيس الوزراء، ويعين الأمير أحمد بن عبد العزيز آل سعود وزيرًا للداخلية ليخلفا الأمير نايف بن عبد العزيز بمناصبه.
- 2017 -
  - مقتل 63 شخصًا وإصابة أكثر من 135 آخرين في سلسلة حرائق في غابات البرتغال، بعد أن شهدت العديد من المناطق في البلاد درجات حرارة تتجاوز 40 درجة مئوية.
  - حركة الجمهورية إلى الأمام! التي ينتمي إليها الرئيس ماكرون تفوز بالأغلبية المطلقة في الجمعية الوطنية إثر الدورة الثانية من الانتخابات التشريعية الفرنسية.
- 2018 -
  - فقدان 192 شخصًا إثر غرق العبارة سينار بانغون في بحيرة توبا الإندونيسية.
  - وقوع زلزال شديد في اليابان سُمي زلزال أوساكا، أودى بحياة خمسة أشخاص وإصابة 381 آخرين.
- 2020 - انتخاب كينيا والهند والمكسيك وأيرلندا والنرويج أعضاءً غير دائمين في مجلس الأمن التابع للأمم المتحدة ابتداءً من عام 2021.
- 2023 - وفاة 5 أشخاص في انبجار الغاطسة تيتان في شمال الأطلسي بالقرب من حطام تيتانيك.

## مواليد
- 1845 - شارل لافران، طبيب فرنسي حاصل على جائزة نوبل في الطب عام 1907.
- 1884 - إدوار دلادييه، رئيس وزراء فرنسا.
- 1901 - أناستاسيا، أصغر بنات إمبراطور روسيا نيقولا الثاني.
- 1908 - كارل هوهمان، لاعب ومدرب كرة قدم ألماني.
- 1918 -
  - جيروم كارل، عالم كيمياء أمريكي حاصل على جائزة نوبل في الكيمياء عام 1985.
  - فرانكو موديلياني، اقتصادي إيطالي حاصل على جائزة نوبل في العلوم الاقتصادية عام 1985.
- 1928 - محمد مفتح عالم وسياسي شيعي إيراني، ومن شخصيات الثورة الإسلامية في إيران.
- 1931 - فيرناندو أنريك كاردوسو، رئيس البرازيل الرابع والثلاثون.
- 1932 - دودلي هيرشباك، عالم كيمياء أمريكي حاصل على جائزة نوبل في الكيمياء عام 1986.
- 1936 - رونالد فينيتيان، رئيس سورينام التاسع.
- 1940 - ليلى شعير، ممثلة مصرية.
- 1942 -
  - بول مكارتني، مغني وموسيقي وشاعر غنائي بريطاني وعضو فرقة البيتلز.
  - تابو إيمبيكي، رئيس جنوب إفريقيا الحادي عشر.
  - روبير غانم، سياسي لبناني.
- 1945 - فاتن فريد، ممثلة ومغنية مصرية.
- 1946 - فابيو كابيلو، لاعب ومدرب كرة قدم إيطالي.
- 1949 - ليخ كاتشينسكي، رئيس بولندا الرابع.
- 1952 - إيسابيلا روسوليني، ممثلة إيطالية.
- 1954 - نورا، ممثلة مصرية.
- 1956 - براين بينبن، ممثل أمريكي.
- 1957 - رغدة، ممثلة سورية.
- 1964 - عدي صدام حسين، سياسي عراقي ونجل صدام حسين.
- 1965 - كيم ديكينز، ممثلة أمريكية.
- 1967 - نبال الجزائري، ممثلة سورية.
- 1974 -
  - إلهام الفضالة، ممثلة كويتية.
  - فينتشينزو مونتيلا، لاعب كرة قدم إيطالي.
- 1975 - جمال دبوز، ممثل فرنسي.
- 1979 - يوميكو كوباياشي، ممثلة أداء صوتي يابانية.
- 1982 - نذير بلحاج، لاعب كرة قدم جزائري.
- 1984 - ماتيوس غاليانو دا كوستا، لاعب كرة قدم أنغولي.
- 1986 - ريشارد جاسكيه، لاعب كرة مضرب فرنسي.
- 1988 -
  - إسلام سليماني، لاعب كرة قدم جزائري.
  - أماني علاء، ممثلة عراقية.

## وفيات
- 1464 - روجير فان در فايدن، رسام بلجيكي.
- 1755 - توماس لونغمان، ناشر إنجليزي.
- 1924 - مجيد العطار، شاعر عراقي.
- 1928 - روال أموندسن، مستكشف نرويجي.
- 1936 - مكسيم غوركي، روائي روسي.
- 1937 - غاستون دومرغ، رئيس فرنسا.
- 1959 - إثيل باريمور، ممثلة أمريكية.
- 1971 - بول كارير، عالم كيمياء سويسري حاصل على جائزة نوبل في الكيمياء عام 1937.
- 1974 - غيورغي جوكوف، عسكري سوفيتي.
- 1975 - فيصل بن مساعد بن عبد العزيز آل سعود، أمير سعودي.
- 1986 - فؤاد راتب، ممثل كوميدي مصري مشهور باسم «الخواجة بيجو».
- 1989 - إيزيدور فينشتاين ستون صحفي استقصائي أمريكي .
- 1999 - علي الطنطاوي، عالم مسلم سوري.
- 2004 - عبد العزيز المقرن، زعيم تنظيم القاعدة في السعودية.
- 2006 - أحمد نبيل الهلالي، محامي مصري.
- 2010 -
  - محمد حمزة، شاعر مصري.
  - جوزيه ساراماجو، كاتب برتغالي حاصل على جائزة نوبل في الأدب عام 1998.
  - مارسيل بيجار، عسكري فرنسي.
- 2016 - محفوظ داود سلمان، شاعر وكاتب قصص قصيرة عراقي.
- 2018 - إكس إكس إكس تنتاسيون، مغني راب، أمريكي.
- 2019 - إمام عبد الفتاح إمام، أكاديمي ومترجم وفيلسوف ومفكر مصري.
- 2021 - لميعة عباس عمارة، شاعرة عراقية.

## أعياد ومناسبات
- اليوم الوطني في سيشيل.
- عيد الجلاء في مصر.

## وصلات خارجية
- وكالة الأنباء القطريَّة: حدث في مثل هذا اليوم.
- النيويورك تايمز: حدث في مثل هذا اليوم.
- BBC: حدث في مثل هذا اليوم.